# Volkswagen Lupo
Volkswagen Lupo – samochód osobowy klasy aut najmniejszych produkowany przez niemiecką markę Volkswagen w latach 1998–2005.

## Historia i opis modelu

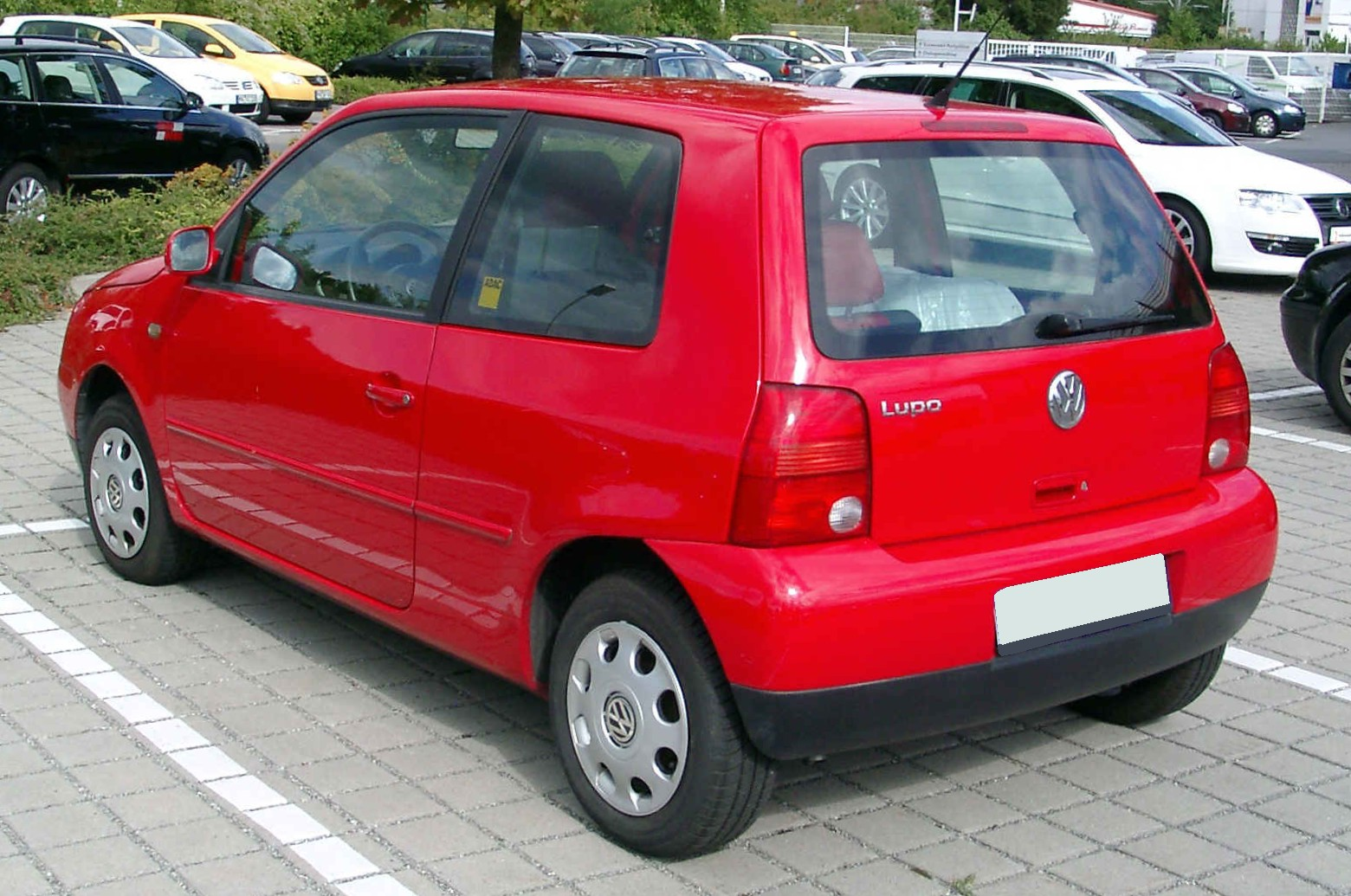
Volkswagen Lupo - tył

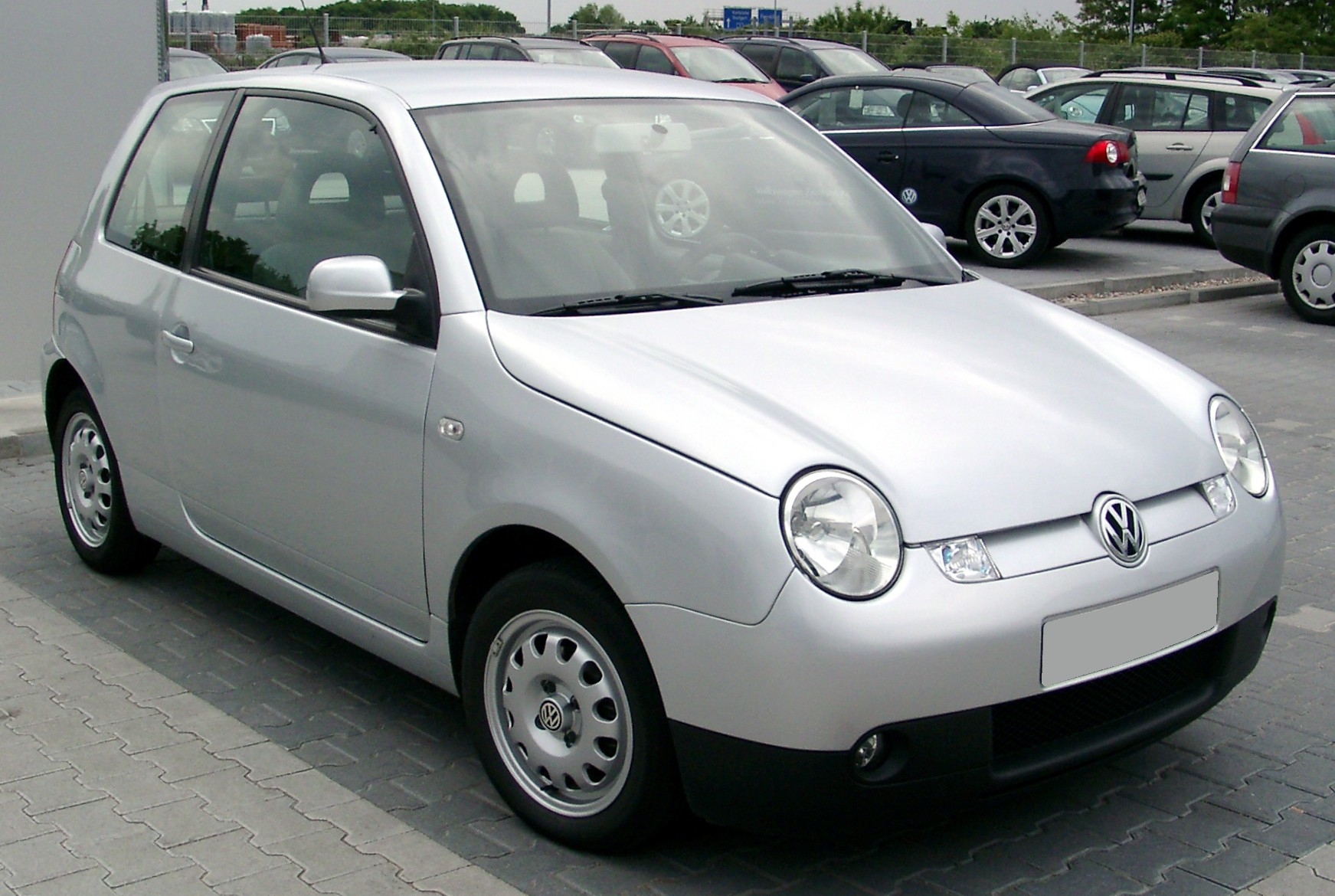
Volkswagen Lupo 3L

Pojazd został po raz pierwszy oficjalnie zaprezentowany w 1998 roku. Auto jest bliźniaczym modelem wprowadzonego rok wcześniej modelu SEAT Arosa. Auto otrzymało maksymalnie skróconą płytę podłogową modelu Polo 6N.
W 1999 roku zaprezentowana została specjalna wersja Lupo 3L wyposażona w trzycylindrowy silnik wysokoprężny TDI o pojemności 1.2 l i mocy 61 KM wyposażony w pompo wtryskiwacze oraz turbosprężarkę o zmiennej geometrii. Wersja ta była pierwszym seryjnie produkowanym samochodem o średnim spalaniu 3 l paliwa na 100 km, a silnik pojazdu jako pierwszy spełniał normy emisji spalin Euro 4. W pojeździe zastosowana została 5-biegowa półautomatyczna skrzynia Tiptronic. Elementy karoserii pojazdu wykonane zostały w dużej części ze stopów aluminium i magnezu, a także z tworzywa sztucznego. Auto wyposażone zostało także w system Stop&Go polegający na tym, iż po wciśnięciu pedału hamulca na około 5 sekund silnik gasł, po czym po jego zwolnieniu automatycznie się uruchamiał. 
W 2001 roku wprowadzona została sportowa odmiana GTI. Auto wyposażone zostało w przejęty z modelu Polo 1.6 l silnik benzynowy o mocy 125 KM. Od standardowych wersji pojazdu wyróżnia się m.in. zupełnie nowymi zderzakami.

### Wyposażenie
- 3L
- Cambridge
- College
- GTI
- Oxford
- Princeton
- Rave

W zależności od wersji wyposażeniowej pojazdu oraz rynku na którym go oferowano, auto wyposażone mogło być m.in. w system ABS i ESP, 4 poduszki powietrzne, klimatyzacja manualną lub automatyczną, elektryczne sterowanie szyb, elektryczne sterowanie lusterek, elektryczne sterowanie okna dachowego oraz podgrzewane przednie fotele, a także fabryczne radio CD.

### Silniki
| Silnik                | Pojemność skokowa [cm³] | Typ silnika        | Moc maksymalna [KM] ([kW]) przy obr./min | Maks. moment obrotowy [Nm] przy obr./min | Przyspieszenie 0-100 km/h [s] | Prędkość maks. [km/h] | Lata produkcji     |                    |                    |
| Silniki benzynowe:    | Silniki benzynowe:      | Silniki benzynowe: | Silniki benzynowe:                       | Silniki benzynowe:                       | Silniki benzynowe:            | Silniki benzynowe:    | Silniki benzynowe: | Silniki benzynowe: | Silniki benzynowe: |
| --------------------- | ----------------------- | ------------------ | ---------------------------------------- | ---------------------------------------- | ----------------------------- | --------------------- | ------------------ | ------------------ | ------------------ |
| 1.0                   | 997                     | R4                 | 50 (37)/5000                             | 84/2750                                  | 18                            | 152                   | 1998-2000          |                    |                    |
| 1.0                   | 997                     | R4                 | 50 (37)/5000                             | 86/3000-3600                             | 17,7                          | 152                   | 1998-2005          |                    |                    |
| 1.4                   | 1390                    | R4                 | 60 (44)/4700                             | 116/3000                                 | 14,3                          | 160                   | 2000-2005          |                    |                    |
| 1.4 16V               | 1390                    | R4                 | 75 (55)/5000                             | 126/3800                                 | 12                            | 172                   | 1998-2005          |                    |                    |
| 1.4 16V Sport         | 1390                    | R4                 | 100 (74)/6000                            | 126/4400                                 | 10                            | 188                   | 1999-2005          |                    |                    |
| 1.4 16V FSI           | 1390                    | R4                 | 105 (77)/6200                            | 130/4250                                 | 11,8                          | 199                   | 2000-2003          |                    |                    |
| 1.6 16V GTI           | 1598                    | R4                 | 125 (92)/6500                            | 152/3000                                 | 8,2                           | 205                   | 2000-2005          |                    |                    |
| Silniki wysokoprężne: |                         |                    |                                          |                                          |                               |                       |                    |                    |                    |
| 1.2 TDI 3L            | 1191                    | R3                 | 61 (45)/4000                             | 140/1800-2400                            | 14,5                          | 165                   | 1999-2005          |                    |                    |
| 1.4 TDI               | 1422                    | R3                 | 75 (55)/4000                             | 195/2200                                 | 12,3                          | 170                   | 1999-2005          |                    |                    |
| 1.7 SDI               | 1716                    | R4                 | 60 (44)/4200                             | 115/2200-3000                            | 16,8                          | 157                   | 1998-2005          |                    |                    |